# Sveti Stefan
Sveti Stefan är bebyggd halvö och turistanläggning i Montenegro. Den ligger cirka fem kilometer sydost om staden Budva. Antalet invånare är 410. Sveti Stefan var tidigare en ö, men är idag förbunden med fastlandet via en tombolo.